# Усум-Хутор
Усум-Хутор (чечен. Ӏусум-кӀотар) — село в Курчалоевском районе Чеченской Республики. Входит в состав Ялхой-Мохкского сельского поселения.

## География
Село расположено в междуречье рек Гумс и Иснерк, в 4 км к северо-западу от центра сельского поселения — Ялхой-Мохк и в 20 км к юго-востоку от районного центра — Курчалой.
Ближайшие населённые пункты: на севере — село Джигурты, на северо-востоке — село Ахкинчу-Борзой, на юго-востоке — село Ялхой-Мохк, на юге — село Бельты и на юго-западе — село Хиди-Хутор.